# 張孟兼
張盂兼（1338年—1377年），名丁，浙江金华浦江县人。元末明初政治人物。

## 生平
洪武三年參修《元史》，以剛直著稱，其“廉勁疾惡，糾摘奸猾”，官至山東按察副使，著有《釋登西台慟哭記》、《釋冬青樹引》和《唐珏傳》。因与吳印相争，后被吳印诬陷举报，被朱元璋逮捕，并被杀死棄市。